# Gowran
Gowran (irl. Gabhrán) – miasteczko w Irlandii, w prowincji Leinster, w hrabstwie Kilkenny. Według danych szacunkowych Głównego Urzędu Statystycznego Irlandii, w kwietniu 2016 roku miejscowość liczyła 804 mieszkańców.

## Historia
Gowran było ważnym miejscem przed inwazją Normanów i królewską rezydencją królów Osraige (Ossory), których czasami tytułowano jako królów Gowran.

## Osoby związane z miejscowością

### Urodzeni
- Dan Bryan (1900–1985) – irlandzki pułkownik

## Linki  zewnętrzne
- Oficjalna strona internetowa